# Tadepalligudem

Tadepalligudem är en stad i delstaten Andhra Pradesh i Indien, och tillhör distriktet West Godavari. Folkmängden uppgick till 103 906 invånare vid folkräkningen 2011.